# محمد الصیعری
محمد الصیعری (عربی: محمد عيضه الصيعري؛ زادهٔ ۲ مهٔ ۱۹۹۳) یک ورزشکار اهل عربستان سعودی است.
از باشگاه‌هایی که در آن بازی کرده‌است می‌توان به باشگاه فوتبال هجر عربستان سعودی و باشگاه فوتبال الاتحاد اشاره کرد.
وی همچنین در تیم ملی فوتبال Saudi Arabia U23 بازی کرده است.